# Notti sul Bosforo
Notti sul Bosforo (Der Mann, der den Mord beging) è un film del 1931 diretto da Kurt Bernhardt. Il regista, in seguito, dopo aver lasciato la Germania per Hollywood, cambiò il suo nome in quello di Curtis Bernhardt.
La sceneggiatura si basa sul romanzo L'Homme qui assassina di Claude Farrère, già portato sullo schermo nel 1913 dal francese Henri Andréani con un film intitolato sempre L'Homme qui assassina. Il film di Bernhardt ebbe alcune versioni in altre lingue: in francese, L'homme qui assassina del 1931; in spagnolo El hombre que asesinó (1932); in inglese, Stamboul (1932).

## Trama
Il marchese de Sévigné giunge a Costantinopoli come istruttore dell'esercito turco. Due alte personalità vengono a fargli visita: il primo è Lord Falkland, il direttore dell'ufficio gestione del debito dell'impero ottomano, un uomo imperioso e arrogante; il secondo, il principe Cernuwicz, attaché dell'ambasciata russa, che, al contrario del primo, è un uomo amabile e di buone maniere.
Dai suoi ospiti, il marchese scopre alcune informazioni. Viene a sapere anche che Falkland è sposato con una donna giovane e bella da cui ha avuto un figlio, ma che il lord tratta entrambi in maniera indegna, come fossero servi della gleba. Sévigné conosce la giovane signora e rimane affascinato da lei, innamorandosene. Si dichiara pronta ad aiutarla a rompere quel matrimonio odioso ma lei si sottrae, rivelandogli che a una sua richiesta di divorzio il marito le toglierebbe il figlio. A Lord Falkland ci vuole poco per sospettare di infedeltà la moglie e il marchese comincia a pensare a come poter risolvere la questione.

## Produzione
Il film fu prodotto dalla Terra-Film AG (Berlin).
Venne girato in esterni a Costantinopoli dall'ottobre al dicembre 1930.

## Distribuzione
Distribuito dalla Terra-Filmverleih con il titolo originale Der Mann, der den Mord beging, ottenne il visto di censura tedesco in data 16 gennaio 1931 e fu presentato in prima visione al Gloria-Palast di Berlino il 23 gennaio. In Austria è conosciuto anche con il titolo Nächte am Bosporus. In Finlandia il film uscì il 22 marzo 1931, mentre in Olanda - dove era distribuito dalla City Film - il 5 giugno dello stesso anno. Il 28 gennaio 1932 venne proiettato per la prima volta anche in Giappone e, il 5 settembre, in Danimarca, dove venne tradotto in Manden, der myrdede.